# Mélovin
Kostjantyn Mikolajovitsj Botsjarov (Oekraïens: Костянти́н Микола́йович Бочаро́в; Odessa, 11 april 1997), beter bekend als Mélovin, is een Oekraïens zanger.

## Biografie
Mélovin raakte bekend in eigen land door in 2015 deel te nemen aan de Oekraïense versie van X-Factor. Die won hij uiteindelijk ook. In 2017 nam hij deel aan de Oekraïense preselectie voor het Eurovisiesongfestival. Met het nummer Wonder haalde hij de finale en werd hij derde. In 2018 deed hij een nieuwe poging met het nummer Under the ladder. Hij haalde wederom de finale en won hem uiteindelijk, waardoor hij mocht deelnemen aan het Eurovisiesongfestival 2018 in de Portugese hoofdstad Lissabon. Hier bereikte hij de finale, waarin hij eindigde op de 17e plaats. Hij kreeg toen slechts elf punten van de jury's uit 43 landen en 119 punten van kijkers van over de wereld. Na het Eurovisiesongfestival 2018 bracht hij een nieuwe single uit, That's Your Role, die veel views op Youtube verzamelde. Mélovin won in december 2021 ook het tweede seizoen van The Masked Singer in Oekraïne.
2003: Oleksandr Ponomarjov · 
2004: Ruslana · 
2005: GreenJolly · 
2006: Tina Karol · 
2007: Vjerka Serdjoetsjka · 
2008: Ani Lorak · 
2009: Svitlana Loboda · 
2010: Alyosha · 
2011: Mika Newton · 
2012: Gaitana · 
2013: Zlata Ohnevytsj · 
2014: Maria Jaremtsjoek · 
2016: Jamala · 
2017: O.Torvald · 
2018: Mélovin · 
2021: Go_A · 
2022: Kalush Orchestra · 
2023: Tvorchi · 
2024: Alyona Alyona & Jerry Heil · 
2025: Ziferblat